# Emmett Till and Mamie Till-Mobley National Monument

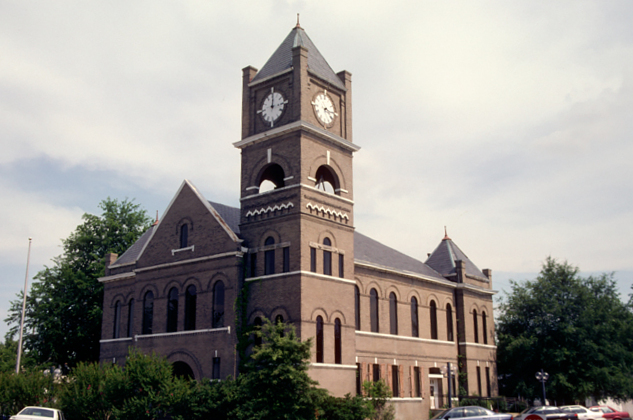
Tallahatchie County Second District Courthouse; eine Teilfläche des National Monuments

Das Emmett Till and Mamie Till-Mobley National Monument ist ein US-amerikanisches National Monument im Tallahatchie County in Mississippi und in Chicago im Bundesstaat Illinois. Es wurde durch Präsident Joe Biden durch eine Presidential Proclamation am 25. Juli 2023 mit einer Flächengröße von 5,7 Acres  (2,3 Hektar) ausgewiesen. Das National Monument besteht aus drei Teilflächen. Das National Monument wird vom National Park Service verwaltet. Es wurde zu Ehren von Emmett Till, einem afroamerikanischen Jungen, der 1955 im Alter von 14 Jahren in Mississippi entführt, gefoltert und gelyncht wurde, und seiner Mutter Mamie Till, eine Verfechterin der Bürgerrechtsbewegung,  ausgewiesen. Der Lynchmord löste große Proteste aus und gilt mit als einer der Auslöser für die folgende schwarze Bürgerrechtsbewegung in den USA. Die Ausweisung war die vierte eines National Monument durch Biden.

## Die drei Standorte
Die Roberts Temple Church of God in Christ im Stadtteil Bronzeville von Chicago. In dieser Kirche bestand Mamie Till im September 1955 auf einer Trauerfeier mit offenem Sarg für Emmett, um der Welt mitzuteilen, was ihrem Sohn angetan worden war.
Graball Landing am Tallahatchie River in der Nähe von Glendora. Es wird angenommen, dass dies der Ort ist, an dem Emmett Tills Leiche aus dem Fluss geborgen wurde. Hier spendete man 4,31 Hektar Land dem National Park Service für das National Monument.
Das Tallahatchie County Second District Courthouse in Sumner. Hier fand im September 1955 der Prozess gegen Roy Bryant und J. W. Milam statt, die wegen des Mordes an Till freigesprochen wurden. Tallahatchie County schenkte das Gerichtsgebäude und das angrenzende Emmett Till Interpretative Center dem National Park Service über die National Park Foundation.